# Argyropelecus affinis
Argyropelecus affinis és una espècie de peix pertanyent a la família dels esternoptíquids.

## Descripció
- Fa 8,4 cm de llargària màxima.
- Nombre de vèrtebres: 38-41.
- Bufeta natatòria ben desenvolupada i plena de gas.[3][4]

## Reproducció
És ovípar amb larves i ous planctònics.

## Alimentació
Els joves es nodreixen de copèpodes i ostràcodes, mentre que els adults mengen quetògnats, Salpidae i eufausiacis.

## Hàbitat
És un peix marí, oceanòdrom i batipelàgic que viu entre 1-3.872 m de fondària (normalment, entre 1-600).

## Distribució geogràfica
Es troba a l'Atlàntic oriental (entre les illes Açores i Madeira, i, també, des del Senegal fins al golf de Guinea), l'Atlàntic occidental (30°N-30°S, incloent-hi el golf de Mèxic), l'Atlàntic nord-occidental (el Canadà), l'Índic (20°N-20°S), el Pacífic oriental (35°N-35°S), el Pacífic occidental (30°N-10°S) i el mar de la Xina Meridional.

## Costums
És mesopelàgic: principalment entre 300 i 650 m de fondària (de nit entre 170 i 500, i entre 350 i 600 durant el dia).

## Observacions
És inofensiu per als humans.